# Stewiacke
Stewiacke es un pueblo canadiense situado en la provincia de Nueva Escocia.

## Superficie
Stewiacke tiene una superficie de 17,62 km².

## Demografía
En 2021, tenía 1557 habitantes, una densidad poblacional de 88,4 hab./km², y 739 viviendas.